# Rhytidoponera carinata
Rhytidoponera carinata är en myrart som beskrevs av Clark 1936. Rhytidoponera carinata ingår i släktet Rhytidoponera och familjen myror. Inga underarter finns listade i Catalogue of Life.